# Sibaté
Sibaté è un comune della Colombia facente parte del dipartimento di Cundinamarca.
Il centro abitato venne fondato da un gruppo di coloni nel 1883, mentre l'istituzione del comune è del 24 novembre 1967.